# 佐知子
佐知子（さちこ）は、日本のAV女優。

## 略歴
2019年5月、SODクリエイトの「キミホレ」レーベル専属女優としてAVデビュー。
2019年8月より専属を離れ、企画単体女優となる。
2020年8月、月刊FANZA発表2020年上半期AV女優ランキング10位獲得。
2021年2月、ゲオTV「バレンタインチョコを貰いたいAV女優！アンケート」第2位を獲得。
2023年5月22日週FANZA動画フロアランキングにて、出演した『BAZOOKA 冬の大感謝セール コスパ最強ノーカットベスト爆乳限定2749分』（BAZOOKA）が1位を記録。

## 人物
宮崎県出身。趣味は漫画喫茶。
現在こそJカップを武器に活動しているが元々はコンプレックスもあった。胸が大きくなったのは中学2年生ごろから。初めてスポーツブラを母親と買いに行った際、Fカップだったとわかり胸の大きさに気付く。当時は恥ずかしくて仕方がなく、小さく見せる努力をしていた。
2020年上半期のアダルトビデオ売り上げ第10位。週刊プレイボーイでのインタビューでは「地味で（アダルト通販サイトを）検索するとダントツ1位」と紹介された。
デビュー作が眼鏡キャラだったこともあり、当初は作品の9割が眼鏡姿だった。2021年現在は「それでも6割くらい眼鏡をかけてます」と答えている。

## 出演作品

### アダルトDVD
- 宮崎が育んだ特産Jカップ 佐知子(19) AVデビュー（5月9日、SODクリエイト）[8]
- Jカップなキミの犯されたい願望を4つ叶えてあげる 佐知子(19)（6月6日、SODクリエイト）
- Jカップばくにゅ〜風俗童顔メガネ娘が本日初入店 新人嬢・佐知子(19)（7月11日、SODクリエイト）
- Iカップ巨乳素人(19歳) 完全プライベート撮影（8月23日、S級素人）※「さっちー」名義
- ボイン大好きしょう太くんのHなイタズラ ムチムチ爆乳な地味っ子編 Jカップ105cm（9月5日、グローリークエスト）
- 素人爆乳ナンパ GET!! No.204 100人に1人Gカップの女子を探せ編（9月7日、桃太郎映像出版）
- 施術と称して胸を揉みし抱く。 変態整体師のオイル漬けマッサージ。（9月25日、ダスッ!）
- 家出娘を自宅に連れ込み朝から晩まで種付け調教 俺専用!爆乳生ハメ奴隷（10月1日、Fitch）
- オイルボイン ぬるぬるてかてか極上Iカップ（10月4日、クリスタル映像）[9]
- むっつりすけべのデカ乳娘が絶倫巨根&媚薬でアヘ顔堕ち（10月4日、クリスタル映像）
- 発育の良過ぎる姉が裸族で無防備に誘惑してくるのでヤリまくった記録。（10月7日、BeFree）[9]
- 隣の変態大家におっぱいを揉まれ毎日犯されてます（10月7日、unfinished）
- 巨乳セフレ妻と中出し不倫旅行（10月11日、BAZOOKA）※オムニバス作品
- 寝てもオッパイ覚めてもオッパイ! お兄ちゃんそんなに私のオッパイで酔いパイの? 揺れる度、乳首を引っ張った様にツンと飛び出す112cmJカップ 妹の爆乳は一見にしかず!（10月13日、チェリーズれぼ）※「さちこ」名義
- レズ絶対NG 巨乳Jcup佐知子×Hcup凄テクお姉さん橘メアリー 初レズ 完全ドキュメント（10月19日、レズれ!）
- 汗ばむ身体。べとべとした夏セックス。 おっとり巨乳J○野外連れまわし愛玩ペット（10月24日、ひよこ）※「千尋」名義
- Jカップ童顔メガネ巨乳女子大生に変態衣装を着せて恥じらう姿を楽しみながらの追撃!エビ反り!連続中出し!（11月8日、クリスタル映像）
- 男子は僕一人だけ! 水泳部の合宿で巨乳の先生と先輩達にたっぷりシゴかれ初体験がドリーム大乱交（11月13日、Fitch）
- おいしいカラダ（11月13日、S-Cute）※オムニバス作品
- 両親の居ない日、僕は妹と精子が枯れるまで1日中ヤリまくった。（11月22日、TMA）
- 夜這い 2 〜寝ている女にナマ挿入〜（11月29日（レンタル）/12月6日（セル）、LEO）
- 佐知子の爆乳劇場 Jcup!105cm（12月1日、プラネットプラス）
- 可愛い彼女と個人撮影。エッチな体を余すことなくさらけだすプライベートSEX（12月1日、S-Cute）※オムニバス作品
- 夜這い 2 ～寝ている女にナマ挿入～（12月6日、LEO）※オムニバス作品
- いそうでいない頼むとスグやらせてくれるJカップ爆乳ちょいブスメガネ女子（12月8日、桃太郎映像出版）
- 早熟おっぱいイクイク中出し女子校生（12月7日、unfinished）
- さっちゃん 〜東京に染まる佐知子(Jカップ)の淫猥暮らし〜（12月13日、バルタン）
- カミングアウト 本当の私を見てください 誰にでも笑顔でセックスしてしまう八方美人スケベの私を調教してください。本当は強引に責め尽くされたい。（12月25日、えむっ娘ラボ）
- しくまれた媚薬痩身エステ 施術師が怪しいので警戒していたが、秘かに盛られた媚薬でまんまと快楽堕ち!!（12月27日（レンタル）/2020年1月1日（セル）、LEO）

- 憧れの巨乳女子大生とヤリたい放題!? ‘神乳3’と夢の中出しセックス 稲場るか 佐知子 森本つぐみ（1月1日、unfinished）
- しくまれた媚薬痩身エステ 施術師が怪しいので警戒していたが、秘かに盛られた媚薬でまんまと快楽堕ち!!（1月1日、LEO）※オムニバス作品
- 生乳少女、処女喪失。（1月7日、アタッカーズ）
- 巨乳メガネの教え子と秘密の温泉旅行。素顔のまま唾液を絡ませ自ら腰を振る濃密セックス（1月10日、h.m.p）
- 卒アルデリヘル 卒業アルバムからクラスメイトを指名できる不思議なデリヘル 学生時代憧れていたあの美少女をデリヘル嬢として呼べちゃう夢のような卒業アルバムが存在した!（1月13日、無垢）
- 「田舎だと何もないから、刺激が欲しいんです」ネット上に際どいエロ写真をあげて、いいねの数だけ承認欲求を満たす爆乳娘にコスハメ中出し あけみちゃん 20歳（1月13日、うさぎ）※「あけみ」名義
- 乳汚し（1月16日、グローリークエスト）
- 少子化対策の為に精子を募集!献ザーメン男性を募集する巨乳射精サポートボランティア 笹倉杏 大槻ひびき 柊るい 佐知子（1月17日、BAZOOKA）
- 姉妹のおっぱいを吸い続けて、10年になりました。桃色かぞくVOL.11 佐知子 美園和花（1月23日、SODクリエイト）
- 黒人ホームステイNTR 泥酔して咥えていたグラスより太長い肉棒編（1月25日、ダスッ!）
- おれに初めてセフレができたので彼女とはできないド変態プレイをやってみた（2月1日、MOODYZ）
- 言いなり部屋 04（2月1日、未満）
- 美大生の巨乳娘 お父さんにヌードモデルをお願いしたら興奮して中出しされました。（2月1日、プラネットプラス）
- 日本最大の繁華街にある「老舗おっぱいパブ」でオキニの嬢が騎乗位生ハメで中出しするまで（2月6日、Mr.michiru）
- 2ケ月前から僕は隣に引っ越してきた人妻の育児練習台となっている―。（(2月7日、マドンナ）
- 突然の大雨で帰宅難民になった彼女の妹と朝まで…（2月13日、MOODYZ）
- 「好きです」工場勤務の地味めな女の子に告白されてOKしたら実はド淫乱で8発連続でヤられた話 とくにメガネを外してからがヤバかった編（2月13日、アリスJAPAN）
- 爆乳女教師とのヤリ目で参加する二泊三日の中出し修学旅行（2月13日、VENUS）
- 小悪魔肉体営業で契約数No.1を誇る爆乳J-cup不動産レディ（2月19日、カウカウパラダイス）
- ボクだけのご奉仕メイド（2月21日、クリスタル映像）
- 射精コントロールフェラチオ! 寸止め鬼我慢でイキたいのにイカせてくれない猛焦らしがたまらなく気持ちイイ。（2月25日、SEX Agent）※オムニバス作品
- 許嫁ショタ（3月5日、グローリークエスト）
- 背徳の蟻地獄 緊縛の罠に堕ちた人妻（3月7日、アタッカーズ）
- 彼女が家族旅行で一週間留守にしたので彼女の巨乳女友達に中出ししまくりました。（3月19日、OPPAI）[10]
- 本当ゴメン… お姉ちゃんのおっぱい揉ませてあげるってクラスの友達に無理やり約束させられちゃった（3月19日、かぐや姫Pt）
- 発育しすぎJカップ乳優等生を味わい尽くす オジサンとの生々しい乳房イキ顔連発調教記録（3月25日、AVS Collector's）
- 社員旅行でヤルことなくて地味な女子社員に媚薬混入 まさかの隠れ巨乳スケベ女でキメセク中出し乱交へ発展!!（4月1日、ワンズファクトリー）[11]
- 夜這い妻 献身的に夫の看病をする清楚な人妻が隣に入院してきた男と交わるまで…（4月1日、Fitch）
- 巨乳の谷間はもはやマ○コだ! 女性器として扱うパイズリ（4通2日、グローリークエスト）※オムニバス作品
- まだヤリたい…でも時間がない…超絶ヤバい状況が裏垢妻の欲情を掻き立てる時限NTR輪姦パーティー（4月3日、ワープエンタテインメント）[12]
- バブみ全開!! 大人を預かってくれる巨乳無認可保育園 3 （4月10日、BAZOOKA）
- 「私も子供が欲しい!」保育園で働くデカ乳保母さんが同僚の男に悩みを相談!妊娠願望強すぎて母性溢れるオッパイでまさかの授乳手コキ!萎え知らずの若いチ●ポを自ら挿入しデカ乳激揺れさせながら何度も中出し懇願!4（4月10日、V&R PRODUCE）※オムニバス作品、他1名出演
- あの日からずっと…。 緊縛調教中出しされる制服美少女（4月13日、無垢）
- 通りすがりのAV女優17 神宮前直送、ちちざんまい編（4月25日、HMJM）※オムニバス作品
- 隣の地味な女子大生は隠れ爆乳の眼鏡腐女子（4月25日、h.m.p DORAMA）
- 軟乳とろとろJカップ純真娘は恥じらいながらもエッチが大好き… オジサンとぬっぷり淫語全開のドスケベに変貌し中出しを求める性交記録（4月25日、AVS Collector's）
- これは残業中の爆乳パツパツスーツ女上司に毎日ぶっかけセクハラした1週間の記録映像です。2（5月1日、LUNATICS）
- 隣人の情婦になってしまった妻25（5月7日、JET映像）
- 弟の娘 1&2（5月13日、無垢）
- 金曜の夜… 部署内の歓迎会で酔いつぶれルームシェアする先輩女子社員2人に介抱という名目でお持ち帰りされた僕。週末は部屋でずっと空っぽになるまでチ●ポを求められ月曜の朝までセックス漬けでした… 佐知子 奏音かのん（5月15日、Million）
- 童貞弟を心配するデカ乳姉が一緒に入浴!豊満なおっぱいに興奮する弟を密着泡洗体! 触れ合うだけのはずがフル勃起チ○ポに我慢できず近親相姦中出しSEX!（5月15日 V&R PRODUCE）※オムニバス作品、他1名出演
- AV女優 裸コレクション 第十一弾（5月15日、V&R PRODUCE）※オムニバス作品
- Chain torture ～拷問研究所～（5月19日、ドグマ）
- マゾ乳 生中出し（5月19日、ゲインコーポレーション）
- 制服緊縛 伯父に調教されています… 性奴隷にされた私…（5月25日、AVS Collector'S）
- アナタは黙って寝てなさい! 私たちがおっぱいでヌいてあげるっ!! 佐知子 辻井ほのか（6月5日、DOC）
- 保育園NTR ～保育士の妻と子持ち男の最低な不倫中出し映像～（6月7日、PREMIUM）
- 最低10発はヌクッ!! 爆乳プレイでザーメンを搾り取る何発でも中出しOKの巨乳回春サロン （6月7日、unfinished）
- 巨乳女子大生 媚薬拘束潮吹きイカセ（6月12日、REAL）
- お昼休憩中のナース達に生中出し 2（6月12日、BAZOOKA）※オムニバス作品
- 巨乳デリヘル（6月25日、ゲインコーポレーション）
- ビッグバストモンスターズ ～天然爆乳が揺れる至高のおっぱい遊び～（7月13日、バルタン）※オムニバス作品
- 最近付き合い始めた彼女が元ヤリマンサセ子で 同僚とハメまくっていた事実を知らなかった僕 (仮)（7月25日、h.m.p DORAMA）
- 密爆乳ボーイッシュ妻 アクメ連れ込み中出し 佐知子 Iカップ!! バスト105!（7月25日、堅者の食卓）
- 憧れの巨乳女子大生とヤリたい放題!? "神乳4"と夢の中出しセックス 稲場るか 佐知子 田中ねね 小梅えな（8月7日、unfinished）
- 欲求不満なデカ乳家庭教師が親に隠れて何度も寸止め射精管理（8月14日、V&R PRODUCE）※オムニバス作品、他1名出演
- 近ごろ豊満な熟女体型を気にしはじめた嫁の母が恥じらう姿に僕は勃起してしまった（9月1日、VENUS）
- 出会い系援○売○の恐怖巨乳OLと濃密セックス（9月11日、REAL）
- 「Hはダメだけど、キスの仕方なら教えてあげる!」キステクニック抜群の義母が童貞息子とくちSEX! 互いのとろけるキスの連続で愛液漏れっぱなしのマ○コに筆おろし生挿入! 常にベロキスしながら密着中出しSEX! 2（9月11日、V&R PRODUCE）※オムニバス作品、他1名出演
- 父が出かけて2秒でセックスする母と息子（10月1日、VENUS）
- 朝昼晩射精付き 巨乳女将が10発射精するまで帰さない 癒しのセックスでお客を虜にする温泉旅館 佐知子 稲場るか 河北はるな（10月9日、BAZOOKA）
- 可愛い顔してデカ尻!!（10月19日、MARRION）
- 相続で莫大な財産を手にした僕を奪い合うパイズリご奉仕Wメイド 佐知子 ジューン・ラブジョイ（10月19日、OPPAI）
- 淫獣猟奇倶楽部 ～妖艶美少女イキ地獄～ 哀愁拷辱ver. Part6:柔肌を蹂躙する狂気の縄に永遠なる絶頂を繰り返す令嬢乙女（10月25日、BabyEntertainment）
- ハメドリズム 05（10月31日、HMJM）※オムニバス作品
- ムカつく上司の愛娘 (巨乳) を洗脳中出し性玩具（11月1日、MOODYZ）
- 父親 (医院長) の居ない間に彼氏がいる横で気持ち悪い雇われ医師に何度もイカされ中出しされました（11月7日、unfinished）
- 中出し孕ませ新婚生活（11月13日、million）
- 残虐昇天三角木馬 Part2 ～悪魔の重力にイキ殺される炎上女体～ 完全撮り下ろし! 7名の激熱絶頂（11月13日、Baby Entertainment）※オムニバス作品
- 爆乳娘二人とまさかの相部屋 オトナになっていた姪っ子二人のおっぱいブルルン激しく揺れる汗だく騎乗位で交互に、何度も、中出しさせられた僕 佐知子 稲場るか（11月25日、痴女ヘブン）
- W巨乳奴隷 佐知子 逸見リカ（12月3日、グローリークエスト）共演：逢見リカ

- 濡れ透けJ○雨宿りレ×プ その後（1月13日、MOODYZ）
- 麗しい巨乳和美人がおもてなしする超高級浴衣ヘルス 其の四（1月15日、BAZOOKA）※オムニバス作品
- 20歳に狂う。 半同棲生活 若い娘と中年おやじとの濃厚セックス（1月25日、ながえSTYLE）
- 超接写! 乳首で何度もイキまくるアルティメットおっぱい Vol.4（2月12日、BAZOOKA）※オムニバス作品
- M男専用 デトックスオイルで全身快楽に包まれる派遣淫語リフレクソロジー（2月12日、BAZOOKA）※オムニバス作品
- 久しぶりに会った女友達が巨乳になっていて、欲情してしまった僕たちは…（2月16日、MAXING）
- 幼なじみは僕の爆乳ペット（3月1日、プラネットプラス/七狗留）
- 終電逃したバイトの先輩が僕の部屋でホロ酔いお泊り!! エロノリ全開の神乳ビッグ4と朝までオッパイまみれハーレム中出し大乱交!! 椿りか 田中ねね 佐知子 凪沙ゆきの（3月1日、MOODYZ）
- 佐知子ベスト（3月5日、h.m.p）※女優ベスト
- 全裸おっぱいホスピタル 巨乳を駆使して身体の悪いところをチェック! 全裸ナースの1泊2日ハレンチおち●ぽ検診 倉多まお 愛花みちる 佐知子（3月12日、BAZOOKA）
- 叔父を誘惑する新婚の姪っ子（4月19日、KSB企画/エマニエル）
- 君ん家のお風呂で混浴しよ♡（4月30日、ドリームチケット）
- オトナの保育園（5月7日、下半身タイガース）
- ラッキーな胸チラを発見し、気づかれないように見てたけど、やっぱりバレてた?! 17 ～ヨガインストラクター編～（5月7日、LEO）※オムニバス作品
- 「ご主人様、今日は私のどんなお汁にいたしますか?」 おしっこ、汗、唾、愛液…巨乳メイドの萌え水が飲める大人気の汁メイド喫茶「しろふわマンジール」へようこそ! 佐知子 田中ねね 美園和花（5月20日、SODクリエイト）
- 地味巨乳変態メガネ女（6月3日、グローリークエスト）
- BHLC-Boin High Leg Cut- ハイレグレオタード巨乳オイルファック（6月13日、BAZOOKA）※オムニバス作品
- 会員制お手伝いさん ～予約で3ヶ月待ちの家政婦を指名したら…（6月16日、MAXNG）
- これが噂の痙攣薬漬け水着モデル 厳選コレクション30人 3枚組12時間＋新作撮り下ろし（7月8日、ナチュラルハイ）※メーカー総集編、佐知子の撮り下ろし新作映像を収録。
- 弟の娘3＆4 純粋無垢なむっちり美少女がキモい叔父さんチ○ポに堕ちるまでの全記録。（8月13日、無垢）
- 脳内パニックになるほど全身骨の髄まで舐められ絞り取るヤリマン痴女3姉妹 AIKA 紺野ひかる 佐知子（8月13日、BAZOOKA）
- 憧れのカノジョ 佐知子（9月14日、クリスタル映像）
- 凄テクでノンケ巨乳がイキ狂う レズ堕ちポルチオエステ 佐知子 宮村ななこ（12月28日、レズれ!）

- ギリギリ食い込み濃厚中出し性交（1月16日、MAXING）
- 元ギャル上司のオッパワハラが超ヤバイ! 爆乳で挟まれるエロすぎる指導に、朝まで続く射精命令! 松本菜奈実 佐知子（1月18日、kira☆kira）
- チクビアン3 ビンビン乳首こねくりレズ性交（1月25日、レズれ!）※オムニバス作品
- NTRおっぱい ～息子の目の前で隣人におっぱいを奪われた母～（1月27日、Materiall）
- メタルセイザー 最弱ヒロインを狙え!! 佐知子（2月25日、GIGA）
- 娘の不在中、娘の絶倫彼氏に恥ずかしいほどイカされて… 佐知子（3月15日、MOODYZ）
- 自粛明けの風俗店お客様第1号! 棚ぼた5Pハーレム大乱交 小梅えな 松本菜奈実 佐知子 吉根ゆりあ（3月15日、OPPAI）
- 爆乳逆バニー男潮吹くまでPtoPご奉仕中出しFUCK 佐知子（3月24日、Materiall）
- 欲求不満な人妻達の濡れパンツ誘惑! 肉弾むちむち逆4P 宝田もなみ 佐知子 望月あやか（4月5日、Fitch）
- 下着メーカーに就職したら女性社員3人が全員爆乳でエロ過ぎて、ところかまわずヤリたい放題! パイずり&中出し11発射! 佐知子 小梅えな 水原みその（4月12日、unfinished）
- 「おばさんが何回でも勃たせてあげる!!」 素人熟女妻たちによる童貞筆下ろし18 ALL2連続生中出し 3組完全収録!（4月26日、MADAM MANIAC）※オムニバス作品
- ド田舎で退屈した地味メガネ巨乳密着おっぱいハーレム デカ乳娘に囲まれ! 挟まれ! 中出しさせられた夏休み 有岡みう 稲場るか 佐知子 姫咲はな（5月3日、MOODYZ）
- コスプレ企画と偽り、即ハメ即尺SEX 佐知子（5月16日、MAXING）
- 逸材、見っけた。恭子と佐知子 ※爆乳豊満熟女編（5月27日、MERCURY）※オムニバス作品
- 巨乳がエッチすぎるキャリアアドバイザーとセックスしまくり転職活動 2 佐知子（5月28日、ビッグモーカル）
- 唾液ダラダラ顔面deep舐めフェラチオ（7月21日、Materiall）※オムニバス作品
- 狙われたシロムチおっぱい!! 背徳のヌルテカオイルマッサージ（8月4日、LEO）※オムニバス作品
- オイルマニア 佐知子（8月5日、プラネットプラス/七狗留）
- 童顔なのに爆乳Iカップ激シコむっちりBODY佐知子8時間BEST（9月20日、Fitch）※単体ベスト

### アダルトVR
- おっパブ初出勤のJカップ巨乳メガネっ娘（8月12日、SODクリエイト）
- ボクだけ特別、本番OK!おっパブ嬢 2 前作以上に巨乳ちゃん&美人が勢揃い! しかも超レアな上京したての純朴うぶ系メガネ嬢も入店! 他の客には本番どころかキスもNGのおっパブ嬢がハッスルタイムで暗くなった隙にパンツごとぐいぐいマ○コにめり込むフル勃起チ○ポに大興奮!周りを気にしながら耳元で「特別だからね‥ナイショだよ♡!」とささやたと思いきや、たっぷり濃厚ディープキス!さらに「バレないうちに挿れちゃって♡」とドスケベ腰振り生マ○コで抜いてくれました!（8月14日、Hunter）※オムニバス作品
- 巨乳グラビアアイドルのおっぱいが常に目の前にあるVR 〜芸能界を目指してる新人にデビューをネタに枕落ちするまでの一部始終〜（8月23日、unfinished）
- エロマンガに出てきそうな巨乳メガネの同級生、山内さん（9月18日、KMPVR）
- 隣に引っ越してきた地方出身のJカップ神乳メガネ地味っ子 エロスイッチが入ると顔に似合わず超ド級の変態でイってもイっても止まらないハメまくり連続射精セックス ※今日は3発ヤった（9月19日、SODクリエイト）
- これからこの娘をハメ撮ります。眼鏡巨乳美女 さちこ（9月27日、CRYSTAL VR）※「さちこ」名義
- むっつり地味なメガネ巨乳（9月30日、KMPVR-bibi-）
- 巨乳三姉妹の末っ子と付き合ってる僕。ある日彼女とのえっちをお姉さんたちにみられてしまい…。天使の囁きと悪魔の囁きで僕を誘惑してくるお姉さん達に翻弄されていると彼女に見つかってしまい、まさかの巨乳三姉妹どんぶり（11月1日、unfihished）
- おっぱいフェチマニアックスVR（11月5日、ワンズファクトリー）
- ギャップ痴女に射精管理されたい!見た目とのギャップがたまらないド痴女のJOIと杭打ちピストン強制連続射精騎乗位3P（11月21日、SODクリエイト）

- 巨乳すぎる後輩が、普段は真面目なのに酒が入ったら、上から目線で、痴女り始めヤリたがりの欲しがりちゃんに変貌（1月10日、KMPVR）
- 制服美少女が本気で感じる気持ちいいセックス 客観視点VR（2月21日、無垢）※オムニバス作品
- 顔面パイズリとデカ尻顔騎で窒息責められセックス【生ハメ】合掌乳首吸いとJcupデカパイズリと圧し付けられクンニと2視点の密着正常位と顔がハミ出しにくい覆いかぶさり騎乗位と顔面が105cmバストに埋もれる密着対面座位中出し（2月27日、アリスJAPAN
- フェラチオ デカ尻アングル VR（2月28日、無垢）※オムニバス作品
- ＃兄妹あるある (妹とのエッチ体験) ～爆乳過ぎる妹との近親相姦（3月20日、CASANOVA）
- 共学初年度 元女子校に入学した男子は僕ひとり!? 先輩お姉さん達の部活勧誘がエロすぎて毎日金玉カラッカラ! 邪魔者一切なし! 1対9のハーレム学園天国!!（3月26日、kawaii*）
- HQVRで帰ってきた! 完全再現度アップ! リアル過ぎる制服見学店 マジックミラー越しに至近距離でパンチラ・胸チラ・疑似フェラ＆セックスをガン見!!（4月17日、kawaii*）
- 客観VR「佐知子がデカチンでイキまくる姿… しっかり見てね!」（4月23日、CRYSTAL VR）
- HQVRで覗きまくる!! 神出鬼没の超淫乱ゲリライベント スケスケのセーラー服でおっぱいポロン＆マンモロ! マジックミラー越しに制服美少女と疑似セックス（5月14日、kawaii*）
- 眼鏡×競泳水着×くびれボインVR（6月4日、CRYSTAL VR）
- えちえち!! 私のやわらかい おっぱいをしっかり見て! いっぱいヌイて! 超高級マッサージ店勤務 佐知子の爆乳Iカップ中出しフルコーススペシャル（6月19日、P-BOX VR）
- お兄ちゃんとえっちしたい ～性に目覚めた思春期の妹との禁断の遊び～（6月26日、CASANOVA）※オムニバス作品
- 巨乳秘密サークル（7月22日、unfinished VR）
- HQ超高画質! マイクロビキニ姿のデカ乳妹が励まし淫語オナサポ!（8月31日、V&R PRODUCE）
- 雨に濡れた隣に住むダブルJカップ姉妹 透けた下着に興奮し順番にシャワーを貸している間にこっそり姉妹丼!（9月10日、SODクリエイト）
- HQ超高画質! 結婚初夜に童貞喪失! デカ乳新妻が優しくエッチを教えてくれた…初体験のキス/オッパイ揉み/フェラで大暴発! 肌が触れ合う濃厚密着SEXで何度も膣内射精!（9月21日、V&R PRODUCE）
- 会社の飲み会で終電逃したけれど 酔ってエロくなったムッチリ巨乳女上司に逆セクハラで朝まで抜かれまくった僕（10月9日、マドンナ）
- 【ぬるん】【とろん】【ぱちゃぱちゃ】ぬるテカおっぱいVR 美乳・巨乳・爆乳の8名勢ぞろいのおっぱいを見てストレスフリー!（11月9日、SODVR）オムニバス作品
- 耳でも堪能! スクール水着に入りきらない妹と囁きセックス（12月4日、MONDELDE VR）
- 高精細とバイノーラル、視覚と聴覚で味わうオナニーサポートVR（12月4日、MONDELDE VR）
- ボイン好きにあう高精細VRーオナニーをしっかりサポートします! 完全版（12月4日、MONDELDE VR）※「耳でも堪能! スクール水着に入りきらない妹と囁きセックス」と「高精細とバイノーラル、視覚と聴覚で味わうオナニーサポートVR」をまとめて収録した作品。
- 受験勉強のために禁欲し続けたW爆乳姉妹は欲求不満の限界!?（12月25日、E-BODY）

- 30日間禁欲させたイクイク敏感状態の巨乳愛人とチ○ポがバカになるまで中出ししまくる不倫旅行VR（1月8日、OPPAI）
- 【全編ノーモザイク】AV女優・ブルマ・デカ尻・アナルコレクション（1月14日、V&R PRODUCE）※オムニバス作品
- ぐちょ濡れ生乳精子まみれ Jカップ105cm新人デリヘル嬢 気持ち良すぎて離れられない 全力ご奉仕パイズリ性交（2月14日、KMPVR-bibi-）
- 全国で爆発的人気を誇る実店舗風俗店との夢のコラボ! ごほうびSPA VR さちこさん（3月23日、KMPVR）
- 昔からおっぱいデカ過ぎオレの嫁ちゃん 毎日が孕ませ生性交 夢の中出し新婚生活（3月28日、KMPVR-bibi-）
- 人妻不倫旅情 ～夫に内緒で2人きり求め合う濃厚性交～（4月22日、TMA）※オムニバス作品
- 【お触りNG! 本番禁止!】の健全エステでIカップBOIN女子を媚薬で強制発情! おチ○ポ欲しさにOILと神乳でエロエロ誘惑してきたので、【中出し連発】【キメセク】しちゃいました（4月26日、こあらVR）
- 【神乳Iカップ美爆乳】後輩の浮気現場を目撃したので脅してハメてGスポット快楽調教【俺専用】ご奉仕M女として【中出し・顔射】育成なうw（5月28日、こあらVR）
- ドMなオレの童貞を奪ったのは… 入院先で偶然再会した学生時代に俺をイジメてた同級生の大嫌いな爆乳ナース（6月4日、ワープエンタテインメント）
- 尻向けオナニーVR（6月17日、KMPVR）※オムニバス作品
- 巨乳ハラスメント 世の中なんでもハラスメント時代に切り込む超社会派VR!?  Iカップの佐知子がハラスメントのことなら全て教えてア・ゲ・ル（6月17日、ファンタジスタVR）
- 温泉に乱入してきたドスケベ爆乳OL3人組からおち●ぽトリプルパイズリ!! おっぱい混浴VR 小梅えな 姫咲はな 佐知子（8月19日、E-BODY）
- JKリフレ MIRAI 秋葉原店リアル体験!! 佐知子（9月1日、Yellow Pinkman）
- メガネ巨乳女医＆ナースに死ぬほど痴女られるM男専門クリニックVR 画面に収まらないダブル巨乳を揉んで挟んで舐めて吸いまくり 佐知子 初愛ねんね（9月15日、ワンズファクトリー）
- 佐知子 BEST ～COMPLETE SPECIAL～（9月19日、KMPVR）※女優ベスト
- 顔面密着×オナサポ 顔騎JOI（9月19日、KMPVR）※オムニバス作品

- どこが気持ちイイのか言ってみろ!! 美女の性感帯献身チェックVR（2月19日、KMPVR）※オムニバス作品
- チ●ポ機能回復 オイルまみれ巨乳エステティシャンによる勃起力開発メンズエステ 佐知子（2月28日、KMPVR-bibi-）
- 下着メーカー商品開発部ヤリマン課wに中途で就職したら男性社員はボク一人。超爆乳先輩女子社員達が下着のモニターと称して初心なボクを挑発しまくって勃起したチンチンを肉食性獣モンスターバリに怪しい薬も飲ませて何度も何度も… 佐知子 水原みその 小梅えな（3月17日、unfinished）
- 口内からアナルの皺まで完全観察! 女体観察VR（3月28日、KMPVR）※オムニバス作品
- ぐうかわ爆乳バニーガールと快感神経が暴走するほどのゴムなしいちゃパコ! ナマ中出しSEX! 佐知子（4月13日、P-BOX VR）
- 帰省先のド田舎で爆乳娘二人と相部屋VR おっぱい挟み撃ちで何度も中出しさせられた僕 2SEX 20射精 210分 佐知子 稲場るか（5月24日、痴女ヘブン）
- 耳トランス 色白Jカップ爆乳メイドが密着ヌルヌル音と激萌えボイスで耳元から快感を加速させる! 脳汁ドバドバ未体験トリップVR 佐知子（5月25日、P-BOX VR）
- 天井特化アングルVR 美痴女の顔舐めパラダイス（7月13日、KMPVR）※オムニバス作品

### ネット配信
- 【爆乳メガネっ娘NTR】シリーズ初のカップルGET! 言葉巧みに彼女を寝とりJ乳を揉みしだくとドM開眼! オマ●コ濡らして彼氏の目の前で巨根懇願! 遂には「このオチ●チン大好き～」アヘ顔絶頂→彼氏崩壊→地味子完堕ち→驚愕展開のクライマックスを見逃すな!!：パコパコ女子大学トラックテントでバイト即ハメ旅Report.115 さちこちゃん 21歳 J大学 保健学部3年生（3月7日、プレステージプレミアム）
- ＜中出し速報＞爆乳! ド鬱! 彼氏大号泣! 強引寝取り! 爆乳Iカップが涙で濡れる、シリーズ最高問題作?! 学費も生活費もバイト掛け持ちで支払う苦学生が彼氏との時間欲しさに割り切りバイトとしてAV出演?! 途中、ギブアップするも悪い奴らに半ば強引に中出しまで?!  NTR.net case19 ゆいさん 21歳 法学部（5月10日、NTR.net）
- さっちゃん（7月1日、MOON FORCE）
- AV初体験【人生初中出し】【神乳I-cup】【早漏絶頂体質】スパンキングしたら「イグ… イグッ」直ぐイッちゃう早漏神乳娘 おうぼガール＃002 さっちゃん 20歳 フリーター（7月3日、HHH）
- 天下無敵のIカップの美爆乳美女グラドル!! いきなり挿入でいつもより多めに揺れるオッパイ & オッパイ!! 膣奥ピストンでハメ潮スイッチ入って潮柱連発で2連発いきなり生ナカ出し!! さっちゃん 18歳 110cmIカップの衝撃の美爆乳の美少女!! 優しいSEX希望 (笑)（8月7日、プレステージプレミアム）
- Iカップ110cmのモノホン美爆乳グラドルの肉弾接待マクラ!! エロコスチュームから零れまくるお宝オッパイ!! 手マンで!! 生チン挿入で吹きまくる潮!! 潮!! 潮!! ぶしゃぶしゃバルンバルンのガチ逝きピストン!! 眼福♪ 眼福♪ ラブホドキュメンタリー休憩2時間 75 のぞみ 20歳 Iカップのグラドルが決意の肉弾エロ接待!!（8月9日、プレステージプレミアム）
- ノットリショッピング 100%美少女再現オーダーメイド「皮」使用 オリジナルレザースーツ ダイナマイトボディ仕様 佐知子（8月19日、ノットリ）
- 【自慢の神乳Iカップ】【ガチで焦る無許可中出し】【潮吹き絶頂】姉妹で雑貨屋を開店する夢を叶えるため資金集めでAV出演！エッチ大好きスケベな身体でよがり狂う! 若いおっぱいが揺れまくる!!! ボンビーガール 06 さちこさん 20歳 ハンドメイド作家（9月26日、プレステージプレミアム）

- 【おっとり眼鏡と中出し連戦】モバイルバッテリーを借りて巨乳眼鏡女子とパコパコSP!! お酒を飲みつつご無沙汰セックス! ぷっくりキレイな乳輪に、手入れの行き届いたおマ●コ! 感度良好潮スプラッシュ! 終始眼鏡着用で中出し二回戦をお届けしますwww 【充電させてくれませんか? NO.8】さえこ 21歳 CDショップ店員（2月14日、SUKEKIYO）
- 【Iカップ爆乳】銀座ホステスが爆潮スプラッシュ!! 太客に80万のブランドバッグを貢がせる魔性の女が大失禁⇒プライド崩壊! スイカップが遊園地アトラクションのように高速回転する鬼ピス絶頂!! レイ（3月21日、まんまんランド）
- おぜ 【爆乳100cmオーバー／美少女／ごっくん／清楚／女子校生／ガテン系／ウブっ子】 乳デカ過ぎてブラがない! 情けなくイってしまった直後の「ゴメンサイ…」って感じの表情が激シコ! 100cmオーバーの爆乳をブルンブルンさせながら普段は工場でバイトしているガテン系彼女とのデレデレどМセックス!（5月24日、素人ホイホイ）
- ア○ネ@逆バニー【素人ホイホイpower／ハメ撮り／美少女／巨乳／ごっくん／Jカップ／ローション・オイル／コスプレ／めがね女子／隠れマゾ／3発射／即イキ／潮吹き／甘えん坊】（5月31日、素人ホイホイ）
- さちこ（7月21日、Lady Hunter）
- 【配信専用】『ど～したの? 眠れないの? 私が気持ち良い事して寝かせてあげるね…』 究極の癒しエロ! 添い寝手コキ!! #5（12月2日、DOC）※オムニバス作品

- さちこ (25)：我慢できずハメ潮連発! エッチなIカップ美女と自宅でハメ撮り。（6月11日、PinkyRush）
- ム○ナ【素人ホイホイpower/ハメ撮り/美少女/清楚/コスプレ/巨乳/Jカップ/めがね/ハメ潮/舌上発射/ヨリ目イキ/唾液ゴク飲み/NTR】（8月17日、素人ホイホイ）

### イメージDVD
- Sachiko 揺れる… 想い…（2019年8月1日、REbecca）[13]
- MY DEAR（2020年9月18日、ファインピクチャーズ）※Blu-ray版同時発売

## 書籍・その他

### デジタル写真集
- DOUBLE 佐知子×辻井ほのか（2021年11月19日、プレステージ出版）

### 雑誌
- FLASH 2019年10月8日号（光文社） - 「ボーっと生きてんじゃねーよ! 「サチコ」ちゃんとお勉強 SEX素朴な疑問10」
- 月刊FANZA 2020年3月号（2020年1月22日、ジーオーティー）- インタビュー

### アダルトグッズ
- FOXY HOLE Plus 佐知子（2021年2月28日、トップ・マーシャル）※非貫通リアルタイプオナホール